# カプセルハウスK
カプセルハウスKは、黒川紀章による建築作品。

## 概要
1973年築。長野県北佐久郡御代田町に所在する建築物。
中銀カプセルタワービルと同じカプセルを住宅の諸室として用いた建物。4つのカプセルが取り付けられている。
2007年に行われた黒川紀章展では、メタボリズムと共生の実験で、目立たないが目立つ建築と紹介される。
黒川紀章は自身の別荘として建築して50年にわたって非公開であったが、2021年5月より一般公開される。
黒川紀章が死去してから他人の手に渡ったものの長男が購入。民泊として利用され1泊20万円。御代田町へのふるさと納税への返礼品に宿泊券が加わる。